# Ель-Шадаль Бітшіабу
Ель-Шадаль Бітшіабу (фр. El Chadaille Bitshiabu, нар. 16 травня 2005, Вільнев-Сен-Жорж, Франція) — французький футболіст конголезького походження, центральний захисник німецького клубу «РБ Лейпциг».

## Ігрова кар'єра

### Клубна
Ель-Шадаль Бітшіабу народився у передмісті Парижа Вільнев-Сен-Жорж і займатися футболом почав в молодіжних командах «Сен-Дені» та «Булонь-Бійянкур». У 2017 році молодий футболіст приєднався до академії столичного «Парі Сен-Жермен».
Влітку 2020 року Бітшіабу вперше вийшов в основі на товариську гру проти «Сошо», а в липні 2021 року підписав з клубом свій перший професійний контракт, який діє до літа 2024 року.
Першу офіційну гру Бітшіабу провів у грудні 2021 року у поєдинку на Кубок країни і у віці 16 років і 213 днів став наймолодшим гравцем в історії клуба. У квітні 2022 року захисник дебютував у турнірі Ліга 1, коли вийшов на замміну у гостьовому матчі проти «Анже».
В березні 2023 року у матчі Ліги чемпіонів проти мюнхенської «Баварії» Бітшіабу дебютував на міжнародному рівні.
18 липня 2023 року перейшов у клуб німецької Бундесліги «РБ Лейпциг», підписавши угоду на п'ять років.

### Збірна
З січня 2020 року Ель-Шадаль Бітшіабу регулярно викликається на матчі юнацьких збірних Франції. У 2022 році у складі збірної Франції (U-17) став переможцем юнацького чемпіонату Європи, що проходив у Ізраїлі.

## Титули
Парі Сен-Жермен
 Чемпіон Франції (2): 2021/22, 2022/23
Франція (U-17)
 Чемпіон Європи: 2022